# Moonblood
Moonblood byla německá black metalová kapela založená roku 1994 v saském Schneebergu, dříve existovala rok pod názvem Demoniac. Mezi zakládající členy patřili hudebníci s pseudonymy Occulta Mors (všechny nástroje) a Gamaalzagoth (vokály). Kapela má na kontě pět oficiálních a třináct neoficiálních demonahrávek, několik split nahrávek a dvě alba.
Není jisté, kdy přesně se kapela rozpadla, poslední demo Dusk Woerot vyšlo v roce 2003.

## Diskografie
Dema
- Moonblood (1994)
- Nosferatu (1994)
- The Winter Falls over the Land (1995)
- Siegfried (Die Sage vom Helden) (1995)
- Dusk Woerot (2003)

Studiová alba
- Blut und Krieg (1996)
- Taste Our German Steel (2000)

Split nahrávky
- Nocturnal Silence in the Forest / Moonstruck (1996) - společně s kapelou Nema
- Hordes of Hate / Endless Woods (1998) - společně s kapelou Asakku
- Fuck Peace! We're at War! (1999) - společně s kapelou Evil
- Ve znamení ohně / Kingdom Under Funeral Skies (1999) - společně s kapelou Inferno
- Sob a Lua do Bode / Demoniac Vengeance (2000) - společně s kapelou Deathspell Omega
- Watchtowers of Darkness / Supreme Black Forces of Steel (2001) - společně s kapelou Katharsis